# Listas de melhores baixistas
Este artigo traz listas com os melhores baixistas.

## Rolling Stone- Top Ten Bassists of All Time (Reader's Poll)
Votação realizada em 2011.

10. Victor Wooten

09. Cliff Burton

08. Jack Bruce

07. Jaco Pastorius

06. John Paul Jones

05. Les Claypool

04. Geddy Lee

03. Paul McCartney

02. Flea

01. John Entwistle

## MusicRadar: The 25 Greatest Bassists Of All Time
Votação realizada em 2010.

25. Joseph 'Lucky' Scott

24. Doug Wimbish

23. Carol Kaye

22. Gary "Mani" Mounfield

21. Aston "Family Man" Barrett

20. Nathan East

19. Mark King

18. Phil Lynott

17. Bootsy Collins

16. Jack Bruce

15. James Jamerson

14. Chris Squire

13. Les Claypool

12. John Paul Jones

11. Billy Sheehan

10. Paul McCartney

09. Victor Wooten

08. Wesley Ribeiro ''The Mist''

07. Flea

06. Jaco Pastorius

05. Cliff Burton

04. Steve Harris

03. Paul Gray

02. Geddy Lee

01. John Myung

## Ultimate-guitar.com - Top 10 Bassists Of All Time
10. Robert Trujillo

09. Phil Lynott

08. Steve Harris

07. John Entwistle

06. Lemmy

05. Flea

04. John Paul Jones

03. Jack Bruce

02. Geddy Lee

01. Larry Graham

## Brazucas Bass: 60 Melhores Baixistas do Brasil
Votação realizada em 2016.

1 Ney Conceição

2 Arthur Maia

3 Andre Neiva

4 Douglas Giorgiani

5 Paulo Russo

6 Arismar E. Santo

7 Adriano Giffoni

8 Marcelo Maia

9 Thiago E. Santo

10 Oswaldo Amorim

11 Sergio Groove

12 Chico Gomes

13 Alberto Continentino

14 Champignon

15 Marcelo Mariano

16 Junior Primata

17 Hamilton Pinheiro

18 Willy Verdaugher

19 Miqueas Santana

20 Liminha

21 Itamar Collaço

22 Braulio Araújo

23 Mauro Sergio

24 Felipe Andreoli

25 Ebinho Cardoso

26 Sergio Carvalho

27 Ronaldo Lobo

28 André Vasconcellos

29 Paulo Paulelli

30 Rubem Farias

31 Nilton Wood

32 Ricardinho do Recife

33 Helio Silva

34 Zeli

35 Claudio Machado

36 Andria Busic

37 Ney Neto

38 Fernando Savaglia

39 Zuzo Moussauwer

40 Dunga (Lulu Santos)

41 Bruno Migliari

42 Marcus Lira

43 Sizão Machado

44 Luiz Mariutti

45 Jader Junqueira

46 Robinho

47 Renato Cardoso 

48 Duca Tambasco

49 Ted Furtado

50 Zerró Santos

51 Marcelo Soares

52 Sergio Frigerio

53 Thiago Alves

54 Raphael du Valle

55 Dudu Lima

56 Gilberto deSyllos

57 PJ

58 Julio Cezar

59 Ximba Uchyama

60 Fabio Zaganin